# Ільхани

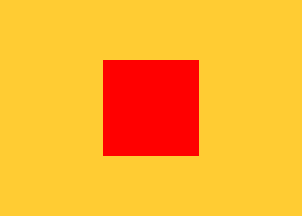
Прапор Ільханів

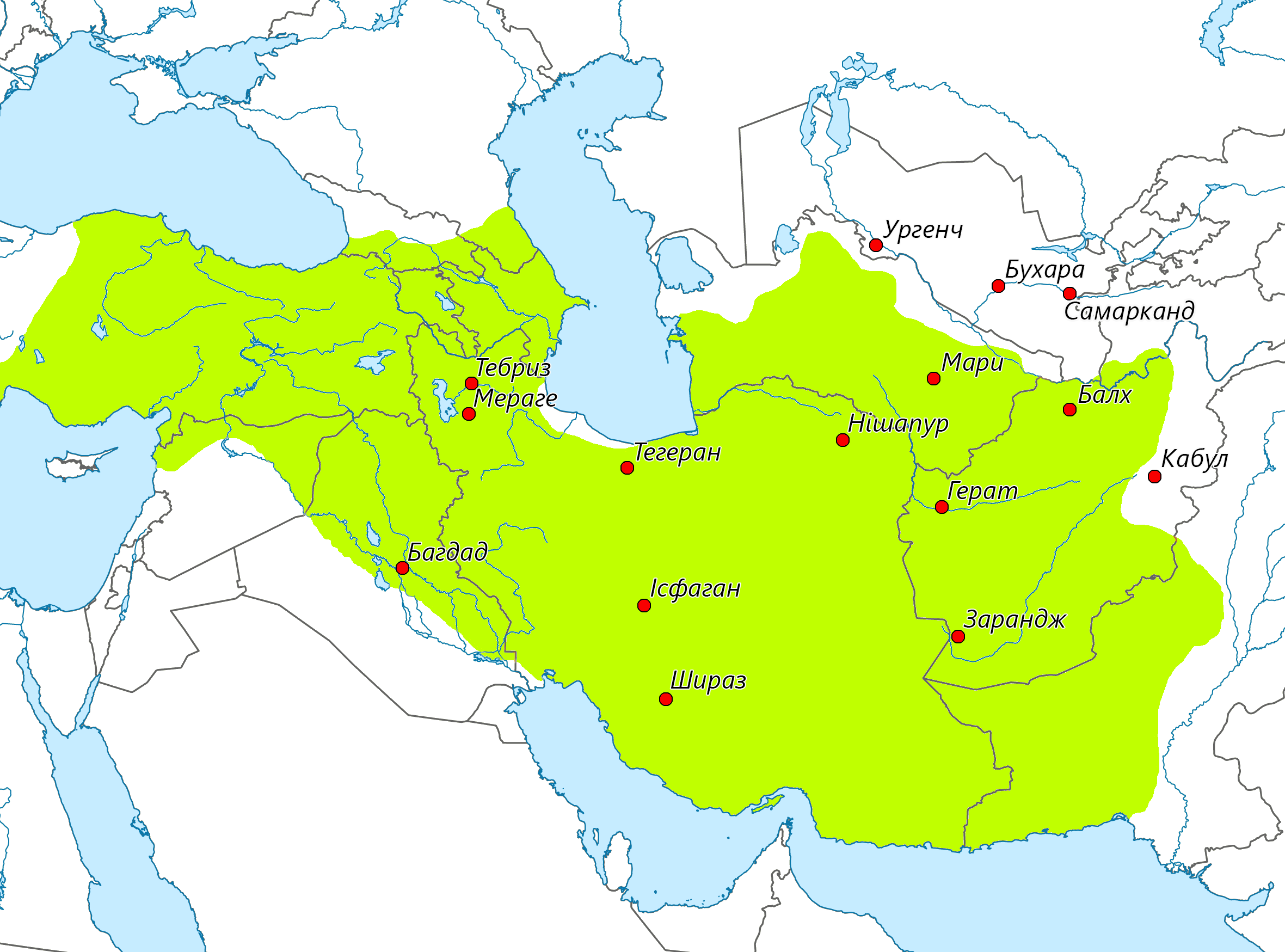
Держава Хулагуїдів у пік свого існування

Хулагуїди (інколи Ільхани — від назви титулу ільхан — перс. سلسله یلخانی Silsilaye Īlḫānī — хан народів) — монгольська династія, що правила на Близькому та Середньому Сході з середини XIII — до середини XIV століть.
Засновник — Хулагу-хан.

## Історія
Держава Хулагуїдів утворилася в процесі розпаду Монгольської імперії і включала в себе Іран, Азербайджан, арабський Ірак, більшу частину Афганістану та Туркменістану. Васалами були Грузія, Трапезундська імперія, Кілікійське царство та деякі інші. Персію було завойовано без великих битв, оскільки більшість князів признали владу Хулагу над ними. Лише Багдад було зруйновано, а 250 тисяч жителів знищено, коли халіф аль-Мустасін відмовився підкорятися. Зі зруйнуванням міста закінчилася влада Аббасидів у Багдаді. Завоювання Сирії закінчилося поразкою у битві при Айн-Джалуті (1260) на північ від Єрусалиму. Цим досягнула держава найбільшого розширення, межуючи по Євфрату з мамлюками, які тоді панували над Сирією.
Заснована в 1256 році при пануванні монголів держава ільханів протрималася до 1353.
У 1350-х почався конфлікт з Джучидами.